# Bràquet

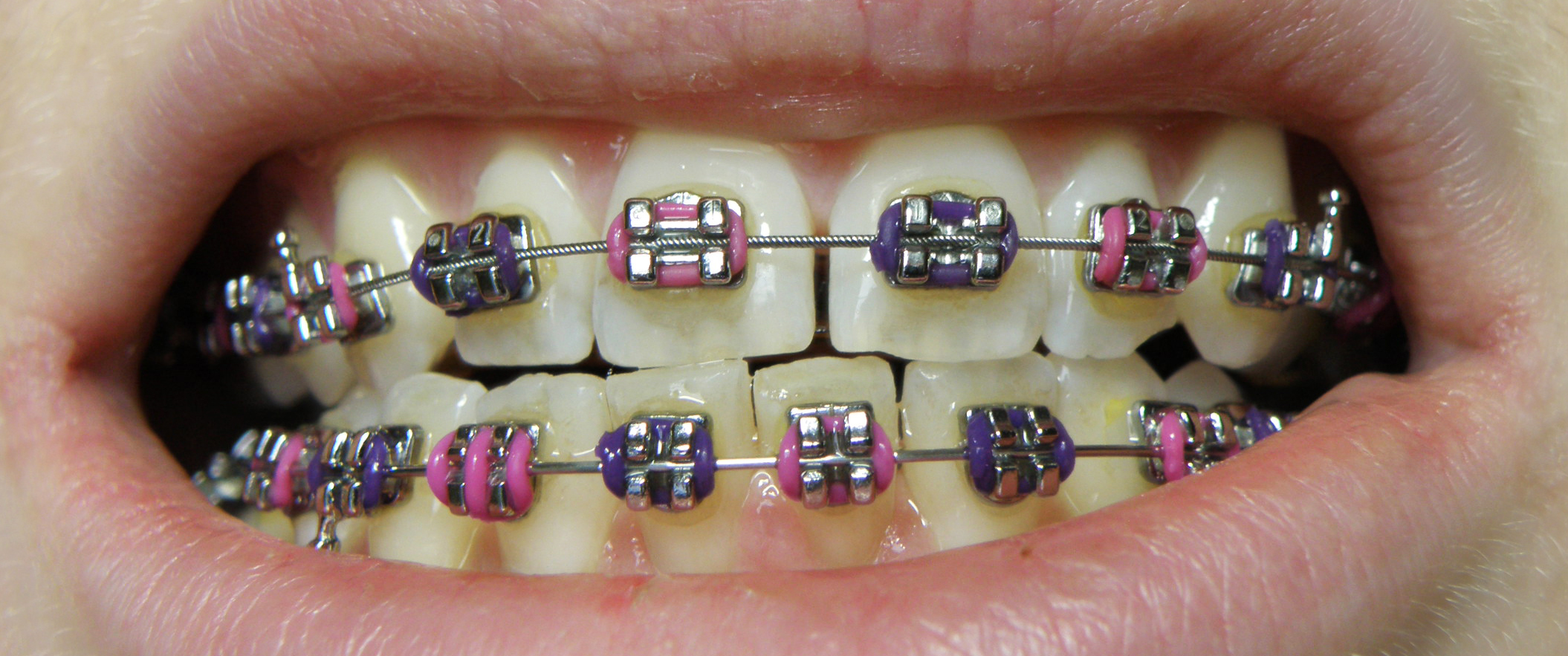
Bràquets

Els bràquets o aparells dentals fixos serveixen a la correcció de les males posicions de les mandíbules (ortopèdia dentofacial) i de les dents ortodòncia o al manteniment de la porció de les dents, quan les dents fan la seva erupció i contenció, una vegada el tractament ortodòntic acabat. Es componen d'elements metàl·lics o ceràmics que van soldats a les bandes o aferrats directament sobre la dent, que han de suportar l'element actiu que és l'arc. Els tractaments d'ortodòncia generalment es duen a terme amb bràquets.

## Tipus de bràquets
- Metàl·lics: són els més comuns, ja que són fiables, resistents i la força que apliquen no es compromet de manera que el tractament tendeix a ser més curt. A més, és el tipus de bràquets més econòmics.
- Ceràmics: són de gran qualitat i no tenen els inconvenients dels de plàstic, encara que el seu cost és més alt.
- Estètics: es poden trobar diversos materials amb què s'elaboren bràquets estètics: plàstic, ceràmica, safir o policarbonat; els de safir i ceràmica són els més resistents. El color no canvia, i és recomanable per a totes les males oclusions. Si es mossega de manera errònia, podrien arribar a causar dolors i ferides.
- Camaleó o invisible: són transparents i permeten la reducció de la fricció amb la consegüent reducció de la durada de la totalitat del tractament així com la reducció del temps de butaca a la clínica pel còmode sistema de tapa de tancament.[2]
- autoligaturants, actius o passius
- linguals
- elàstics intermaxil·lars
- bieles i molles
- Twin Force
- Forsus
- Jasper Jumper